# Brights
The Brights er en verdensomspændende bevægelse, der har til formål at øge offentlighedens forståelse for og accept af et naturalistisk verdensbillede, frit for overnaturlige elementer, og elementer der hører mystikken til, samt at skabe forståelse for at også folk uden et religiøst tilhørsforhold, på lige fod, kan bidrage til varetagelsen af offentlige hverv og tillidsposter.
Navneordet "Brights" forsøger mange at oversætte, men som navn hedder det "Brights" på alle sprog. Bevægelsens fader Paul Geisert valgte navnet som et positivt ladet ord for "gudløse", at det på engelsk har konnotationer til såvel "begavet" som "oplyst" er dog næppe et tilfælde.
På foreningens hjemmeside er der følgende beskrivelse: 
- En bright er en person som har en naturalistisk verdensanskuelse.
- En brights verdensanskuelse er fri for overnaturlige og mystiske elementer.
- En brights etik og handlinger tager udgangspunkt i en naturalistisk verdensanskuelse.

The brights har verdenskendte medlemmer som skeptikeren James Randi, professor Richard Dawkins, Daniel Dennett og de satiriske komikere og illusionister Penn & Teller.

## Kritik af the Brights
- En del kritiker mener at Brights blot er et andet ord for sekulær humanisme.
- Andre kritiserer ordet brights som kan tolkes som at man som bright anser sig for klogere end andre.

## Eksterne links
- The Brights
- The Light Brights Arkiveret 19. september 2017 hos  Wayback Machine